# ДСМ-метод
ДСМ-метод — метод автоматического порождения гипотез. Формализует схему правдоподобного и достоверного вывода, называемую ДСМ-рассуждением.
ДСМ-рассуждение является синтезом познавательных процедур: индукции, аналогии и абдукции.
ДСМ-метод был создан как средство автоматизированного построения формализации знаний о предметной области средствами так называемых квазиаксиоматических теорий (КАТ).

## История
ДСМ-метод автоматического порождения гипотез был предложен В. К. Финном в конце семидесятых годов. Название метода составляют инициалы известного английского философа, логика и экономиста Джона Стюарта Милля, чьи «методы здравомыслящего естествоиспытателя» частично формализованы в ДСМ-методе.
Исторически, первым примером задач, для решения которых применялись ДСМ-системы, является выявление причинно-следственных закономерностей вида структура-активность в фармакологии. В 1997—1998 годах был проведён ряд компьютерных экспериментов, целью которых являлась оценка возможности создания интеллектуальной системы, которая позволяла бы определить степень риска возникновения у больного рецидива аденомы гипофиза после её удаления. На основе количественного ДСМ-метода была разработана экспериментальная система прогнозирования рецидива аденомы гипофиза, которая носит рабочее название HTRD (Hypophisis tumor relapse diagnostics).
Кроме этого, ДСМ-системы успешно применялись в задачах технической диагностики и в исследовании детерминант социологического поведения.
В настоящее время разработками ДСМ-систем занимаются в ВИНИТИ РАН и на кафедре математики, логики и интеллектуальных систем РГГУ под руководством В. К. Финна.

## Описание метода
ДСМ-метод оперирует сущностями трёх сортов: объекты предметной области, свойства этих объектов, возможные причины свойств.
Предполагается, что объекты имеют структуру и причинами свойств объектов являются фрагменты этой структуры.
Пример:
Объект — лист растения.
Свойство объекта — зелёный цвет.
Причина свойства — хлорофилл.
На вход ДСМ-метод получает некоторое множество изучаемых объектов и сведения об их структуре, о наличии или отсутствии у них определённых свойств, а также, в некоторых случаях, о связи между структурой объектов и их свойств. Кроме того имеется ряд целевых признаков, каждый из которых разбивает исходное множество объектов на четыре непересекающихся подмножества:
- объекты, про которые известно, что они обладают данным признаком,

- объекты, про которые известно, что они не обладают данным признаком,

- объекты, для которых существуют аргументы как за, так и против того, что они обладают данным признаком,

- объекты, о которых неизвестно, обладают они этим признаком или нет.

Результатом применения ДСМ-метода являются гипотезы двух типов:
- гипотезы о связи определённых структурных фрагментов изучаемых объектов со свойствами, которыми они обладают,
- гипотезы о наличии или отсутствии целевых признаков у объектов, для которых изначально это было неизвестно, формируемые на основании установленной взаимосвязи между свойствами объектов и их структурными компонентами.

### Шаг ДСМ-метода
Рассмотрим один шаг ДСМ-метода в его самом простом варианте.
- O — множество объектов,
- P — множество свойств объектов (целевых признаков),
- C — множество возможных причин свойств объектов (элементы структуры объектов),
- V — множество оценок. V = {+1, −1, 0, {\displaystyle \tau }}.

Имеется функция P: O→{\displaystyle 2^{C}}, которая сопоставляет каждому объекту о подмножество фрагментов (элементов структуры), встречающихся в объекте о.
Введём функцию F: O×P→V, представляющую начальную ситуацию.
- F(o, p) = +1 — известно, что объект o обладает свойством p;
- F(o, p) = −1 — известно, что объект o не обладает свойством p;
- F(o, p) = 0 — есть аргументы как за, так и против того, что объект o обладает свойством p;
- F(o, p)={\displaystyle \tau } — неизвестно, обладает ли объект o свойством p.

Функция F может быть представлена в виде матрицы:
{\displaystyle {\begin{bmatrix}f_{11}&\cdots &f_{1j}\\\vdots &\ddots &\vdots \\f_{i1}&\cdots &f_{ij}\end{bmatrix}}}
Если fij = {\displaystyle \tau }, то говорят, что для пары (oi, pj) функция F(oi, pj) недоопределена. Задача ДСМ-метода состоит в том, чтобы с помощью формирования гипотез доопределить исходную матрицу.

#### Правила первого рода
Сформируем гипотезы о возможных причинах свойств. В результате получим функцию
H: C×P→V.
- H(c, p) = +1 — c является возможной причиной наличия свойства p или (+)-гипотезой;

- H(c, p) = −1 — c является возможной причиной отсутствия свойства p или (-)-гипотезой;

- H(c, p) = 0 — есть аргументы как за то, что c является причиной наличия свойства p, так и за то, что c есть причина отсутствия этого свойства или (+)-гипотезой (противоречивой гипотезой);

- H(c, p) = {\displaystyle \tau } — неизвестно, является ли c причиной наличия p или причиной отсутствия этого свойства.

Значения функции H для каждой пары (c, p) находятся с помощью правил правдоподобного вывода. Эти правила называются правилами первого рода. Сокращённое обозначение — PIR1 (от Plausible Inference Rules). Правила первого рода можно рассматривать как функцию, использующую матрицу F для получения матрицы H, то есть 
H = PIR1(F).
Пусть p — некоторое свойство.

Объект o является:
- положительным примером или (+)-примером для p относительно исходной матрицы F, если F(o, p) = +1,
- отрицательным примером или (-)-примером для p относительно исходной матрицы F, если F(o, p) = −1,
- противоречивым примером или (0)-примером для p относительно исходной матрицы F, если F(o, p) = 0.

Через F +[p], F -[p], F 0[p] будем обозначать множество всех положительных, отрицательных и противоречивых примеров для p относительно F, соответственно.
В качестве возможных причин наличия/отсутствия свойств объектов рассматриваются подмножества набора фрагментов С. Множество С' ⊆ C удовлетворяет (+)-условию для p относительно F, если существует Ω ⊆ F+[p] такое, что:
1. {\displaystyle C'=\bigcap _{o\in \Omega }P(o)}, то есть каждый объект из Ω содержит все фрагменты из множества C', и не существует дополнительных фрагментов, принадлежащих {\displaystyle P(o)} для всех {\displaystyle o\in \Omega };
2. Ω содержит по крайней мере два элемента.

(-)- и (0)-условия — аналогично.
Через M+(F, c, p) будем обозначать тот факт, что c удовлетворяет (+)-условию для p относительно F . 

Через M-(F, c, p) — тот факт, что c удовлетворяет (-)-условию для p относительно F . 

Через M0(F, c, p) — тот факт, что c удовлетворяет (0)-условию для p относительно F .
Теперь определим функцию H. Положим:
{\displaystyle H(c,p)={\begin{cases}+1,&{\text{если}}M^{+}(F,c,p)\And \lnot M^{-}(F,c,p)\And \lnot M^{0}(F,c,p),\\-1,&{\text{если}}M^{-}(F,c,p)\And \lnot M^{+}(F,c,p)\And \lnot M^{0}(F,c,p),\\\quad 0,&{\text{если}}(M^{+}(F,c,p)\And M^{-}(F,c,p))\lor M^{0}(F,c,p),\\\quad \tau ,&{\text{если}}\lnot M^{+}(F,c,p)\And \lnot M^{-}(F,c,p)\And \lnot M^{0}(F,c,p).\end{cases}}}
Иначе говоря, множество фрагментов Ci⊆C, доопределяется как
- возможная причина наличия свойства p, если оно вкладывается в два и более (+)-примера, не более чем в один (-)-пример) и не более чем в один (0)-пример;
- возможная причина отсутствия свойства p, если оно вкладывается в два и более (-)-примера, не более чем в один (+)-пример и не более чем в один (0)-пример.

#### Правила второго рода
Используя матрицу гипотез о возможных причинах, можно сформировать гипотезы о наличии или отсутствии свойства p у тех объектов из O, для которых изначально не было известно, обладают они этим свойством или нет, то есть для тех o{\displaystyle \in }O, для которых F(o, p) = {\displaystyle \tau }.
В результате мы получим функцию F’: O×P→V.
F’(o, p) = F(o, p), если F(o, p) ≠ {\displaystyle \tau }.
Если же F(o, p) = {\displaystyle \tau }, то F’(o, p) может принимать любое значение из V:
- F’(o, p) = +1 — o возможно обладает свойством p,
- F’(o, p) = −1 — o возможно не обладает свойством p,
- F’(o, p) = 0 — есть аргументы как за, так и против того, что объект o обладает свойством p,
- F’(o, p) = {\displaystyle \tau } — доопределить ячейку исходной матрицы F не удалось.

Значения функции F' находятся с помощью правил правдоподобного вывода. Эти правила называются правилами второго рода. Сокращённое обозначение — PIR2. Правила второго рода можно рассматривать как функцию, использующую матрицы F и Н для получения матрицы F', то есть F' = PIR2(F, H).
Пусть o — объект, p — свойство. Будем говорить, что объект o удовлетворяет
- (+)-условию для p относительно H (то есть возможно обладает свойством p), если существует такое c{\displaystyle \in }C, что c⊆o и H(c, p) = +1.
- (-)-условию для p относительно H (то есть возможно не обладает свойством p), если существует такое c{\displaystyle \in }C, что c⊆o и H(c, p) = −1.
- (0)-условию для p относительно H (то есть есть аргументы как за, так и против того, что о обладает свойством p), если существует такое c{\displaystyle \in }C, что c⊆o и H(c, p) = 0.

Через {\displaystyle \Pi }+(H, o, p), {\displaystyle \Pi }-(H, o, p), {\displaystyle \Pi }0(H, o, p) будем обозначать тот факт, что объект o для свойства p относительно H удовлетворяет (+)-условию, (-)-условию и 0-условию, соответственно.
Положим: F'(o, p) = F(o, p), если F(o, p) ≠ {\displaystyle \tau }; в противном случае
{\displaystyle F'(o,p)={\begin{cases}+1,&{\text{если}}\Pi ^{+}(H,o,p)\And \lnot \Pi ^{-}(H,o,p)\And \lnot \Pi ^{0}(H,o,p),\\-1,&{\text{если}}\Pi ^{-}(H,o,p)\And \lnot \Pi ^{+}(H,o,p)\And \lnot \Pi ^{0}((H,o,p),\\\quad 0,&{\text{если}}(\Pi ^{+}(H,o,p)\And \Pi ^{-}(H,o,p))\lor \Pi ^{0}(H,o,p),\\\quad \tau ,&{\text{если}}\lnot \Pi ^{+}(H,o,p)\And \lnot \Pi ^{-}(H,o,p)\And \lnot \Pi ^{0}(H,o,p).\end{cases}}}
Правила первого рода (процедура индукции) и правила второго рода (процедура аналогии) последовательно применяются до тех пор, пока в результате их работы порождается хотя бы одна новая гипотеза, то есть применение правил первого рода приводит к изменению матрицы гипотез о возможных причинах свойств объектов, а применение правил второго рода — к изменению матрицы гипотез о возможном наличии или отсутствии свойства p у объектов. При этом номер шага является показателем правдоподобия рассуждений.

### Проверка условия каузальной полноты
Следующим шагом работы ДСМ-метода является проверка условия каузальной полноты. Проверка этого условия интерпретируется, как рассуждение по абдукции — условие выполняется, если полученные гипотезы объясняют исходные данные, то есть если гипотезы о возможных причинах свойств объектов, полученные в результате применения правил первого рода, могут объяснить наличие или отсутствие свойства p у объектов для которых было изначально (до применения процедур индукции и аналогии) известно, что они обладают или не обладают свойством p.
Цель проверки условия состоит в том, чтобы определить, можно ли принимать полученные в результате работы метода гипотезы. Если условие каузальной полноты не выполняется, необходимо изменить применяемую когнитивную технику (например, выбрать другой способ кодирования структуры объектов) или входной набор объектов (как правило, набор расширяется).

## Пример
Попытаемся, используя ДСМ-метод, дать ответ на следующий вопрос: какими свойствами должен обладать выпуклый четырёхугольник с нетривиальной симметрией, чтобы вокруг него можно было описать окружность, или напротив, нельзя было описать окружность.
Рассмотрим следующий набор объектов предметной области:
- o1 — квадрат,
- o2 — прямоугольник,
- o3 — ромб,
- o4 — параллелограмм,
- o5 — равнобокая трапеция,
- o6 — дельтоид,
- o7 — прямоугольный дельтоид.

Для этих объектов выберем следующий набор структурных фрагментов C:
- c1 — есть центр симметрии,
- c2 — есть ось симметрии,
- c3 — есть ось симметрии, которая является диагональю,
- c4 -есть ось симметрии, не являющаяся диагональю,
- c5 — ровно один поворот на 180⁰ переводит фигуру в себя,
- c6 -порядок группы симметрий равен двум,
- c7 -есть пара противолежащих прямых углов,
- c8 — нет прямого угла,
- c9 — нет оси симметрии или любая ось симметрии является диагональю.

множество целевых признаков в данном случае состоит всего из одного признака:
- p — можно описать окружность.

Представим исходные данные в виде таблицы:
|                             | p                     | c1 | c2 | c3 | c4 | c5 | c6 | c7 | c8 | c9 |
| --------------------------- | --------------------- | -- | -- | -- | -- | -- | -- | -- | -- | -- |
| o1 (квадрат)                | +                     | +  | +  | +  | +  | -  | -  | +  | -  | -  |
| o2 (прямоугольник)          | {\displaystyle \tau } | +  | +  | -  | +  | +  | -  | +  | -  | -  |
| o3 (ромб)                   | -                     | +  | +  | +  | -  | +  | -  | -  | +  | +  |
| o4 (параллелограмм)         | -                     | +  | -  | -  | -  | +  | +  | -  | +  | +  |
| o5 (равнобокая трапеция)    | +                     | -  | +  | -  | +  | -  | +  | -  | +  | -  |
| o6 (дельтоид)               | -                     | -  | +  | +  | -  | -  | +  | -  | +  | +  |
| o7 (прямоугольный дельтоид) | +                     | -  | +  | +  | -  | -  | +  | +  | -  | +  |

Представим каждый из объектов набором структурных компонентов, которыми этот объект обладает:
- о1 (квадрат) {с1, с2, с3, с4, с7};
- o2 (прямоугольник) {с1, с2, с4, с5, с7};
- o3 (ромб) {с1, с2, с3, с5, с8, с9};
- o4 (параллелограмм) {с1, с5, с6, с8, с9};
- o5 (равнобокая трапеция) {с2, с4, с6, с8};
- о6 (дельтоид) {с2, с3, с6, с8, с9};
- о7 (прямоугольный дельтоид) {с2, с3, с6, с7, с9}.

В нашем случае положительными примерами для целевого свойства p являются объекты о1, о5 и о7, отрицательными — о3, о4 и о6. Также имеется один ({\displaystyle \tau })-пример — o2.
Наша задача состоит в том, чтобы, используя правдоподобные рассуждения, выяснить, обладают ({\displaystyle \tau })-примеры целевым свойством p или нет.

### Применение правил первого рода
Здесь в качестве возможных причин наличия/отсутствия свойства p у объектов будем рассматривать некоторые непустые подмножества множества структурных фрагментов C.
(+)-условию удовлетворяют множества:
- C1 = {с2, с4}: Ω = {o1, o5};
- C2 = {с2, с3, с7}: Ω = {o1, o7};
- C3 = {с2}: Ω = {o1, o5, o7};
- C4 = {с2, с6}: Ω = {o5, o7}.

(-)-условию удовлетворяют множества:
- C5 = {с1, с5, с8, с9}: Ω = {o3, o4};
- C6 = {с2, с3, с8, с9}: Ω = {o3, o6};
- C7 = {с8, с9}: Ω = {o3, o4, o6};
- C8 = {с6, с8, с9}: Ω = {o4, o6};

Теперь необходимо выяснить, являются ли найденные множества возможными причинами наличия или отсутствия целевого свойства p у объектов, то есть определить функцию H для данного шага. Как говорилось ранее, правила определения данной функции могут иметь различный вид в зависимости от выбранной стратегии — с запретом (или без запрета) на контр-примеры.
Множество Ci{\displaystyle \subseteq }C будем доопределять как
- возможную причину наличия свойства p, если Ci удовлетворяет (+)-условию для p, то есть вкладывается как подмножество в два и более (+)-примера и при этом не вкладывается ни в один (вкладывается не более чем в один) (-)-пример;
- возможную причину отсутствия свойства p, Ci удовлетворяет (-)-условию для p, то есть вкладывается как подмножество в два и более (-)-примера и при этом не вкладывается ни в один (вкладывается не более чем в один) (+)-пример;
- противоречивую гипотезу, если существуют как (+)-пример, так и (-)-пример, в который вкладывается Ci.

Анализируя наши данные, мы получаем две возможные причины наличия свойства p:
- C1 = {с2, с4} и
- C2 = {с2, с3, с7}.

Множество фрагментов C4 = {с2, с6} становится (+)-гипотезой или противоречивой гипотезой в зависимости от стратегии.
Все множества, удовлетворяющие (-)-условию для p, доопределяются как возможные причины отсутствия свойства p.
То есть,
- H (C1, p) = +1,
- H (C2, p) = +1,
- H (C5, p) = −1,
- H (C6, p) = −1,
- H (C7, p) = −1,
- H (C8, p) = −1,
- H (C4, p) = +1' или H (C4, p) = 0 в зависимости от выбранной стратегии.

### Применение правил второго рода
Используем полученные на предыдущем шаге (+)- и (-)-гипотезы для определения {\displaystyle \tau }-примеров. В нашем случае такой пример всего один: o2 {с1, с2, с4, с5, с7}.
В него вкладывается одна возможная причина наличия свойства p (C1 = {с2, с4}) и не вкладывается ни одной возможной причины отсутствия свойства p, поэтому в стратегии с запретом на контр-примеры мы доопределяем o2 как (+)-пример.
К полученному на n-м шаге набору примеров опять применяются правила первого, а затем второго рода. Этот процесс продолжается до тех пор, пока не будут доопределены все {\displaystyle \tau }-примеры.

### Проверка каузальной полноты
Проверка каузальной полноты осуществляется, как говорилось ранее, при помощи абдуктивных рассуждений. Условие каузальной полноты выполняется, если в каждый исходный (+)-пример вкладывается хотя бы одна возможная причина наличия целевого свойства p, а в каждый (-)-пример — хотя бы одна возможная причина его отсутствия.
В нашем случае каждый исходный положительный и отрицательный пример является объяснённым.

### Итог
Таким образом, мы получили следующие правдоподобные (а фактически — действительные) достаточные условия для того, чтобы вокруг выпуклого четырёхугольника, обладающего нетривиальной симметрией, можно было описать окружность:
1. имеется ось симметрии, которая не является диагональю,
2. имеется ось симметрии диагональ, и при этом имеется пара противолежащих прямых углов.